# سیارک ۲۱۸۲۹
سیارک ۲۱۸۲۹ (به انگلیسی: 21829 Kaylacornale، نامگذاری:1999TZ92) بیست و یک هزار و هشتصد و بیست و نهمین سیارک کشف شده‌است که در ۲ اکتبر ۱۹۹۹ کشف شد.
قدر مطلق سیارک برابر ۱۶.۲ است.